# Агарум
Ага́рум (лат. Agarum) — род бурых водорослей семейства Агаровые (Agaraceae) порядка Ламинариевые (Laminariales). Водоросли этого рода  могут быть использованы в качестве сырья для производства солей альгиновых кислот — альгинатов.

## Распространение
Ареал рода охватывает умеренно-холодные и арктические прибрежные воды в северо-западной части Атлантического океана, а также прибрежные воды Тихого океана — как в Северной Америке (от Аляски до Калифорнии), так и в Евразии (Берингово море, Охотское море, Курильские острова, Сахалин, острова Хоккайдо и Хонсю). Водоросли этого рода растут в сублиторали на каменисто-скалистых грунтах, могут образовывать плотные заросли.

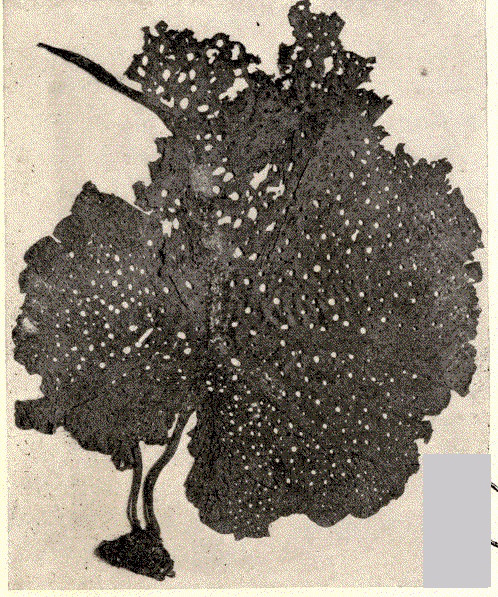
Слоевище Agarum turneri. Ботаническая иллюстрация Аугусты Арнольд (1903)

Типовой вид рода, Agarum clathratum, широко распространён в умеренно холодных прибрежных водах как атлантического побережья Северной Америки, так и тихоокеанского побережья на Дальнем Востоке; это относительно глубоководный вид, растущий ниже густых зарослей водорослей рода Ламинария (Laminaria) и нередко доминирующий на глубинах от 10 до 30 м.

## Строение
Слоевище представителей рода имеет форму широкой пластинки со стволиком и ризоидами. Пластинка — с многочисленными отверствиями и продольным ребром. С помощью ризоидов слоевища прикрепляются к грунту.
Спорангии развиваются на поверхности слоевищной пластины и имеют форму пятен.
Число хромосом у Agarum clathratum: n = 22.

## Виды
По информации базы данных AlgaeBase, род включает четыре вида:
- Agarum asiaticum Bachelot Pylaie
- Agarum clathratum Dumortier typus[1] [syn. Agarum cribrosum Bory — Агарум продырявленный][~ 1]
- Agarum pertusum (K.H.Mertens) Postels & Ruprecht
- Agarum turneri Postels & Ruprecht

## Комментарии
1. 1 2  В русскоязычной литературе этот вид в большей степени известен под названием Agarum cribrosum (Агарум продырявленный), которое сейчас входит в синонимику вида Agarum clathratum[1].